# William Steinkraus
William Clark Steinkraus (né le 12 octobre 1925 et mort le 29 novembre 2017) est un cavalier de saut d'obstacles américain. Il est surnommé Bill Steinkraus.

## Biographie
Pendant plus de 20 ans, jusqu'en 1972, il a brillé dans les plus hautes compétitions internationales. 

En 1968, il fut le premier américain à être champion olympique dans une discipline équestre, avec Snowbound. 

En 1973, il est nommé président de l'équipe équestre des États-Unis. 

De 1976 à 1988, il fut commentateur des épreuves équestres à la télévision.

En 1992, il fut juge aux Jeux olympiques de Barcelone en Espagne.

Le 3 mars 2002, il reçut l'Award FEI pour services rendus aux sports équestres.
Steinkraus meurt le 29 novembre 2017 à Darien dans le Connecticut à l'âge de 92 ans.

## Palmarès mondial
- 1952 : médaille de bronze par équipe aux Jeux olympiques d'Helsinki en Finlande avec Hollandia.
- 1956 : 5e par équipe aux Jeux olympiques de Stockholm en Suède avec Night Owl.
- 1959 : médaille d'or par équipe aux Jeux panaméricains de Chicago.
- 1960 : médaille d'argent par équipe aux Jeux olympiques de Rome en Italie avec Ksar d'Esprit.
- 1963 : médaille d'or par équipe aux Jeux panaméricains de São Paulo au Brésil avec le pur-sang bai Sinjon[3].
- 1968 : médaille d'or en individuel aux Jeux olympiques  de Mexico au Mexique avec Snowbound.
- 1972 : médaille d'argent par équipe aux Jeux olympiques de Munich en Allemagne avec Main Spring.

## Livre
- Équitation Jumping, éd. Lavauzelle, 1976.